# خوک، مار و کبوتر
خوک، مار و کبوتر (چینی سنتی: 周處除三害) یک فیلم کمدی سیاه اکشن هیجان انگیز تایوانی محصول ۲۰۲۳ است. به کارگردانی و نویسندگی کارگردان هنگ کنگی ونگ چینگ پو و بازیگران ایتان خوان، بن یوئن چن یی ون، جینگل وانگ، لی لی زن، و چری هسیه در نقش‌های اصلی، با خوان که قاتل در حال مرگ را به تصویر می‌کشد که تلاش می‌کند تا دو جنایتکار تحت تعقیب کشور را قبل از مرگ خود از بین ببرد.
این فیلم در ۶ اکتبر ۲۰۲۳ در تایوان اکران شد و هفت نامزدی در شصتمین جایزه اسب طلایی دریافت کرد و در بخش بهترین رقص اکشن برنده شد.

## خلاصه
چن کوی لین، یک قاتل بدنام در تایوان، در مراسم تشییع جنازه نفوذ می‌کند و یک رئیس باند بلندپایه را سرنگون می‌کند. کارآگاه پلیس، چن هوی، مراسم تشییع جنازه را زیر نظر دارد و کوی لین را در حال فرار از صحنه مشاهده می‌کند. چن هوی او را تعقیب می‌کند و هر دو با هم درگیر می‌شوند، اما کوی لین بر چن غلبه می‌کند و باعث می‌شود که یک چشمش را از دست بدهد. کوی لین موفق می‌شود بدون آسیب بگریزد.
چهار سال بعد، دکتر چانگ، یک پزشک دنیای اموات، به کوی لین که مدت‌ها پنهان شده بود نزدیک می‌شود و به او اطلاع می‌دهد که مرحله چهارم سرطان ریه دارد. کوی لین با انگیزه مرگ قریب‌الوقوع خود تصمیم می‌گیرد خود را در یک ایستگاه پلیس در همان نزدیکی تسلیم کند. اما مأموران پلیس او را نشناختند و با گستاخی دستور دادند در صف منتظر بماند. او متوجه می‌شود که پس از جنایتکاران مشهور «هونگکی» و «کله گاو» تنها در رده سوم فهرست افراد تحت تعقیب کشور قرار دارد. کوی لین که مصمم به انجام کاری مهم است، تصمیم می‌گیرد این دو جنایتکار بزرگ را در آخرین مرحله زندگی خود از بین ببرد.
اولین هدف کوی لین هونگکی است و از دکتر چانگ می‌آموزد که هونگکی در یک آرایشگاه در تایچونگ مخفی شده است. کوی لین تمام شب را به جاسوسی هونگکی از هتلی در آن سوی خیابان می‌گذراند. او شاهد است که هونگکی در حال دستکاری هسیائومی، صاحب سالن، و وادار کردن او به رابطه جنسی است. صبح روز بعد، کوی لین تلاش می‌کند با هسیائومی صحبت کند اما هونگکی او را کشف می‌کند. هونگکی فاش کرد که متوجه شده بود کوی لین در تمام شب جاسوسی می‌کرد اما نیت او را اشتباه گرفته بود و فکر می‌کرد به هسیائومی علاقه‌مند است. کوی لین با فهمیدن اینکه لو رفته است، زمانی که سعی می‌کند به هسیائومی تجاوز کند و زیردستانش را دور نگه دارد، به هونگکی حمله می‌کند. با این حال، هونگکی موفق می‌شود از کمین کوی لین فرار کند و این دو به مبارزه خود تا یک انبار متروک ادامه می‌دهند، جایی که کوی لین ضربه مهلکی به هانگکی وارد می‌کند. پس از آن، او به سالن برمی گردد تا هسایو می را نجات دهد و بقیه مردان هونگکی را بکشد. او هسایو می را در کنار دریا ترک می‌کند و به او دستور می‌دهد که به پلیس بگوید که هونگکی را کشته است.
کوی لین رد بولهد را به «جامعه روح جدید»، یک جنبش مذهبی جدید می‌آورد و به کمون جامعه در پنگو سفر می‌کند. کوی لین در حین شرکت در سخنرانی معظم‌له، رهبر جامعه، مایع سیاه رنگی استفراغ می‌کند و فرو می‌ریزد. در طی بهبودی، معظم‌له به او می‌گویند که بولهد سال‌ها پیش مرده است و قبر او را به کوی‌لین نشان می‌دهد. اکنون کوی لین بدون هدف، تصمیم می‌گیرد زندگی جدیدی را در جامعه آغاز کند، به این امید که سلامتی خود را از نظر روحی بازیابی کند. به عنوان بخشی از مقررات جامعه، او تمام پول و دارایی خود را برای سوزاندن می‌بخشد. او از سبک زندگی جدید خود لذت می‌برد و به زودی مطلع می‌شود که سرطان او به‌طور معجزه آسایی بهبود یافته است. اما طی سخنرانی دیگری، پسر جوانی که به همراه مادرش به جامعه سر می‌زند نیز مایع سیاه رنگی استفراغ می‌کند و در بیمارستان بستری می‌شود. کوی لین می‌شنود که دیگر همکاران در مورد مسموم کردن پسر صحبت می‌کنند و شاهد است که حضرت عالی مادر پسر را برای پیوستن به جامعه دستکاری می‌کند. کوی لین مشکوک به محله خصوصی اعلیحضرت می‌رود و یک دریچه مخفی منتهی به یک آپارتمان مجلل را به همراه اتاقی پر از اموال مصادره شده اعضای جامعه پیدا می‌کند. او در مراسم معارفه مادر پسر با حضرتش روبرو می‌شود، اما توسط یارانش رام، چاقو خورده و زنده به گور می‌شود.
کوی لین موفق می‌شود از تابوت خود فرار کند. او قبر بولهد را پیدا کرده و حفاری می‌کند، اما متوجه می‌شود که به جز یک عکس از بول هد و مادرش خالی است. او اسلحه ای را که قبلاً دفن کرده بود از زیر خاک بیرون می‌آورد و به کمون برمی گردد. پس از افشای هویت و گذشته معظم‌له برای اعضای فرقه، کوی لین او را می‌کشد. با این حال، بقیه فرقه پشت سر مقام دوم معظم‌له تجمع می‌کنند. کوی لین خشمگین برگشته و به فرقه داران می‌گوید که آنجا را ترک کنند. چند نفر فرار می‌کنند و کوی‌لین به تمام فرقه‌هایی که می‌خواهند بمانند، شلیک می‌کند. کوی لین پس از اتمام مأموریت خود را به چن هوی تسلیم می‌کند و متعاقباً دستگیر می‌شود.
زمانی که در زندان بود، دکتر چانگ فاش می‌کند که او به کوی‌لین دروغ گفته است و او از سرطان ریه رنج می‌برد، غافل از اینکه اوضاع چگونه پیش می‌رود و یادآوری می‌کند که کوی‌لین با شهرت تازه‌ای که به دست آورده، مشهور است. کوی لین از او تشکر می‌کند و می‌گوید که اکنون در آرامش است. چن هوی از هسیائومی دعوت می‌کند تا برای آخرین بار ریش کوی لین را بتراشد. کوی لین مجازات اعدام را دریافت می‌کند و با سلاح گرم اعدام می‌شود.

## رهایی
خوک، مار و کبوتر» در ۶ اکتبر ۲۰۲۳ در تایوان اکران شد. این فیلم همچنین در سرویس پخش نتفلیکس بعداً در ۱ مارس ۲۰۲۴ در دسترس قرار گرفت.